# Robin Koch
Robin Koch est un footballeur international allemand, né le 17 juillet 1996 à Kaiserslautern (Allemagne). Il joue au poste de défenseur central à l'Eintracht Francfort.

## Carrière en club

### Début de carrière
Koch est né à Kaiserslautern et a rejoint l'académie du 1. FC Kaiserslautern à l'âge de cinq ans, mais il est passé à SV Dörbach lorsque sa famille a déménagé à Salmtal. Il a rejoint l'académie de Eintracht Trier en 2009, et malgré le fait qu'il n'ait jamais été considéré comme un talent de superstar selon son meilleur ami d'enfance, il a été invité aux sélections régionales par la Fédération allemande de football en 2011. Il a été promu en équipe première de Trier en 2014, et a fait ses débuts le 22 septembre 2014 lors d'un match nul 0-0 contre TuS Koblenz. Il a marqué son premier but en équipe première le 22 novembre 2014 lors d'une victoire 4-2 contre SpVgg Neckarelz ; un tir bas à la 25e minute pour mettre Eintracht Trier en avant 1-0. Il a disputé 23 matchs de championnat pour Eintracht Trier au cours de la saison 2014-2015, marquant deux buts, tout en apparaissant également 6 fois pour leur équipe réserve.

### 1. FC Kaiserslautern
En 2015, Koch a rejoint le 1. FC Kaiserslautern, rejoignant initialement leur équipe réserve. Bien qu'il soit le fils de la légende de Kaiserslautern Harry Koch, il a "essayé de ne pas vivre sur la réputation de son père", menant un "mode de vie peu glamour" et "restant en dehors des radars" à Kaiserslautern. Il a marqué une fois en 26 apparitions pour les réserves de Kaiserslautern lors de la saison 2015-2016. Koch a signé son premier contrat professionnel avec le club en septembre 2016, le contrat s'étendant jusqu'à l'été 2019. Ses débuts pour Kaiserslautern ont eu lieu le 2 octobre 2016, en tant que titulaire lors d'un match nul 0-0 contre Arminia Bielefeld en 2. Bundesliga,. Il a disputé 24 matchs pour Kaiserslautern lors de la saison 2016-2017, et a attiré l'intérêt de plusieurs clubs de Bundesliga selon son père Harry.

### SC Friburg
Le 22 août 2017, Koch rejoint le côté de la Bundesliga du SC Fribourg. Le montant du transfert versé à Kaiserslautern a été rapporté à 3,5 millions d'euros. Il a fait ses débuts en Bundesliga pour Fribourg le 22 octobre 2017 contre Hertha Berlin lors d'un match nul 1-1. Il a marqué son premier but pour le club le 13 janvier 2018 lors d'un match nul 1-1 contre Eintracht Frankfurt.

### Leeds United
Le 29 août 2020, Koch a rejoint le club de la Premier League nouvellement promu Leeds United pour un contrat de quatre ans,, moyennant un montant de transfert qui aurait été de 13 millions de livres sterling. Il a été recruté en remplacement de l'ancien prêté Ben White, jugé trop cher à signer définitivement. Koch a fait ses débuts en Premier League pour Leeds lors du premier match de la saison contre Liverpool le 12 septembre 2020, en commençant dans la défaite 3-4 à Anfield contre les champions en titre,. Koch a été décrit comme ayant eu un 'début difficile', ayant provoqué le penalty entraînant le premier but de Liverpool malgré le fait que le ballon ait dévié de sa cuisse, avant de ne pas marquer Virgil van Dijk pour le deuxième but de Liverpool. Koch a été remplacé à la neuvième minute d'une défaite 3-1 contre Chelsea le 5 décembre après une récidive d'une blessure au genou contractée lors du match d'ouverture de la saison, et a par la suite subi une intervention chirurgicale au genou,. Il a fait son retour en équipe première en tant que remplaçant tardif contre Fulham le 19 mars 2021. À la suite de la nomination de Jesse Marsch en tant qu'entraîneur à Leeds et à un passage au marquage zonal, Koch a semblé monter en puissance dans son jeu et est devenu un titulaire régulier en défense centrale vers la fin de la saison 2021-22 et en 2022-23.

#### Prêt à l'Eintracht Francfort
Le 6 juillet 2023, Koch a rejoint Eintracht Francfort en prêt pour la saison 2023-2024.

## Carrière internationale

### Jeunes
Ayant été appelé pour la première fois en octobre 2018 dans l'équipe des moins de 21 ans de l'Allemagne, il a fait partie de l'équipe des moins de 21 ans de l'Allemagne qui a terminé deuxième au Championnat d'Europe espoirs de l'UEFA 2019 après avoir perdu la finale contre l'Espagne en juin 2019.

### Sénior
Koch a été appelé pour la première fois en équipe nationale d'Allemagne en octobre 2019, et il a fait ses débuts le 9 octobre 2019 lors d'un match amical contre l'Argentine dans lequel il a commencé le match et a joué l'intégralité de la rencontre. Son premier match compétitif pour l'Allemagne a eu lieu lors de sa prochaine apparition en équipe nationale senior, le 16 novembre 2019, en tant que titulaire lors de la victoire 4-0 en qualification pour l'Euro 2020 contre la Biélorussie. Il a été appelé dans l'équipe d'Allemagne le 26 août 2020 pour les rencontres de la Ligue des nations de l'UEFA contre l'Espagne et l'Suisse. Le 19 mai 2021, il a été sélectionné dans l'équipe pour l'Euro 2020. Le 16 mai 2024, il fait partie d'une liste provisoire de 27 joueurs sélectionnés par Julian Nagelsmann en vue de préparer l'Euro 2024, avant de se retrouver dans la liste définitive le 7 juin.  

## Statistiques
| Saison                | Club                       | Championnat           | Championnat | Championnat | Championnat | Coupe nationale | Coupe nationale | Coupe nationale | Coupe de la Ligue | Coupe de la Ligue | Coupe de la Ligue | Compétition(s) continentale(s) | Compétition(s) continentale(s) | Compétition(s) continentale(s) | Compétition(s) continentale(s) | Total | Total | Total |
| Saison                | Club                       | Division              | M.          | B.          | P.d.        | M.              | B.              | P.d.            | M.                | B.                | P.d.              | Comp.                          | M.                             | B.                             | P.d.                           | M.    | B.    | P.d.  |
| 2014-2015             | Eintracht Trèves           | Regionalliga          | 23          | 2           | 0           | 2               | 0               | 0               | -                 | -                 | -                 | -                              | -                              | -                              | -                              | 25    | 2     | 0     |
| 2016-2017             | FC Kaiserslautern          | 2. Bundesliga         | 24          | 0           | 0           | -               | -               | -               | -                 | -                 | -                 | -                              | -                              | -                              | -                              | 24    | 0     | 0     |
| 2017-2018             | FC Kaiserslautern          | 2. Bundesliga         | 3           | 0           | 0           | 1               | 0               | 0               | -                 | -                 | -                 | -                              | -                              | -                              | -                              | 4     | 0     | 0     |
| Sous-total            | Sous-total                 | Sous-total            | 27          | 0           | 0           | 1               | 0               | 0               | -                 | -                 | -                 | -                              | -                              | -                              | -                              | 28    | 0     | 0     |
| 2017-2018             | SC Fribourg                | 1. Bundesliga         | 26          | 2           | 1           | 2               | 0               | 0               | -                 | -                 | -                 | -                              | -                              | -                              | -                              | 28    | 2     | 1     |
| 2018-2019             | SC Fribourg                | 1. Bundesliga         | 26          | 1           | 0           | 1               | 0               | 0               | -                 | -                 | -                 | -                              | -                              | -                              | -                              | 27    | 1     | 0     |
| 2019-2020             | SC Fribourg                | 1. Bundesliga         | 32          | 1           | 0           | 2               | 1               | 0               | -                 | -                 | -                 | -                              | -                              | -                              | -                              | 34    | 2     | 0     |
| Sous-total            | Sous-total                 | Sous-total            | 84          | 4           | 1           | 5               | 1               | 0               | -                 | -                 | -                 | -                              | -                              | -                              | -                              | 89    | 5     | 1     |
| 2020-2021             | Leeds United               | Premier League        | 17          | 0           | 0           | -               | -               | -               | -                 | -                 | -                 | -                              | -                              | -                              | -                              | 17    | 0     | 0     |
| 2021-2022             | Leeds United               | Premier League        | 20          | 0           | 0           | 1               | 0               | 0               | -                 | -                 | -                 | -                              | -                              | -                              | -                              | 21    | 0     | 0     |
| 2022-2023             | Leeds United               | Premier League        | 34          | 0           | 0           | 3               | 0               | 0               | 1                 | 0                 | 0                 | -                              | -                              | -                              | -                              | 38    | 0     | 0     |
| Sous-total            | Sous-total                 | Sous-total            | 71          | 0           | 0           | 4               | 0               | 0               | 1                 | 0                 | 0                 | -                              | -                              | -                              | -                              | 76    | 0     | 0     |
| 2023-2024             | Eintracht Francfort (prêt) | 1. Bundesliga         | 31          | 2           | 0           | 3               | 0               | 1               | -                 | -                 | -                 | C4                             | 8                              | 2                              | 0                              | 42    | 4     | 1     |
| 2024-2025             | Eintracht Francfort        | 1. Bundesliga         | 30          | 3           | 0           | 3               | 0               | 0               | -                 | -                 | -                 | C3                             | 10                             | 0                              | 2                              | 43    | 3     | 2     |
| 2025-2026             | Eintracht Francfort        | 1. Bundesliga         | 0           | 0           | 0           | 1               | 0               | 1               | -                 | -                 | -                 | C1                             | 0                              | 0                              | 0                              | 1     | 0     | 1     |
| Sous-total            | Sous-total                 | Sous-total            | 61          | 5           | 0           | 7               | 0               | 2               | 0                 | 0                 | 0                 | -                              | 18                             | 2                              | 2                              | 86    | 7     | 4     |
| Total sur la carrière | Total sur la carrière      | Total sur la carrière | 266         | 11          | 1           | 17              | 1               | 2               | 1                 | 0                 | 0                 | -                              | 18                             | 2                              | 2                              | 302   | 14    | 5     |

### En sélection
| Saison                | Sélection             | Phases finales        | Phases finales | Phases finales | Phases finales | Éliminatoires | Éliminatoires | Éliminatoires | Ligue des Nations | Ligue des Nations | Ligue des Nations | Matchs amicaux | Matchs amicaux | Matchs amicaux | Total | Total | Total |
| Saison                | Sélection             | Compétition           | M              | B              | Pd             | M             | B             | Pd            | M                 | B                 | Pd                | M              | B              | Pd             | M     | B     | Pd    |
| --------------------- | --------------------- | --------------------- | -------------- | -------------- | -------------- | ------------- | ------------- | ------------- | ----------------- | ----------------- | ----------------- | -------------- | -------------- | -------------- | ----- | ----- | ----- |
| 2019-2020             | Allemagne             | -                     | -              | -              | -              | 1             | 0             | 0             | -                 | -                 | -                 | 1              | 0              | 0              | 2     | 0     | 0     |
| 2020-2021             | Allemagne             | -                     | -              | -              | -              | -             | -             | -             | 3                 | 0                 | 0                 | 3              | 0              | 0              | 6     | 0     | 0     |
| 2023-2024             | Allemagne             | -                     | -              | -              | -              | -             | -             | -             | -                 | -                 | -                 | 1              | 0              | 0              | 1     | 0     | 0     |
| 2024-2025             | Allemagne             | -                     | -              | -              | -              | -             | -             | -             | 3                 | 0                 | 0                 | -              | -              | -              | 3     | 0     | 0     |
| Total sur la carrière | Total sur la carrière | Total sur la carrière | -              | -              | -              | 1             | 0             | 0             | 6                 | 0                 | 0                 | 5              | 0              | 0              | 12    | 0     | 0     |